# Bagienica
Bagienica is een plaats in het Poolse district  Tucholski, woiwodschap Koejavië-Pommeren. De plaats maakt deel uit van de gemeente Gostycyn en telt 310 inwoners.